# Сахарінський рудник
Сахарінський рудник – гірничодобувне підприємство у Челябінській області Росії.
Сахарінське родовище виявили наприкінці 1960-х, проте видобуток руди тут почали лише в 1994 (за іншими даними – 1995) році, коли розташованому в сусідній Оренбурзькій області в місті Орськ Південно-Уральському нікелевому комбінату терміново знадобилась сировина для заміни імпортних нікелевих концентратів.
Розробка велась відкритим способом через кар’єр «Головний». У відповідності до складеного в першій половині 1980-х проекту річна потужність рудника могла досягнути 1,1 млн тон (планувалось також створення кар’єрів «Проміжний» та «Північний»), а фактично введена потужність становила 0,6 млн тон на рік. Втім, станом на першу половину 2000-х фактичний видобуток становив біля 0,35 млн тон на рік. 
В 2012-му нікелевий завод в Орську зупинив роботу, після чого його власники вирішили повернути державі ліцензію на розробку Сахарінського родовища.